# 下電観光バス
下電観光バス株式会社（しもでんかんこうバス、英称：SHIMODEN KANKOU BUS、略称：下電観光）は、岡山県岡山市北区に本社がある貸切バスの運行と、タクシー事業を行う会社で、下津井電鉄の完全子会社である。本社は岡山県岡山市北区厚生町一丁目2番8号。

## 歴史
- 1952年4月1日： 下津井電鉄が貸切バス事業を開始。
- 2000年3月13日： 下津井電鉄の観光事業部を分社する目的でエスディーケイを設立。
- 2000年4月1日： 下津井電鉄から貸切バス事業を譲受。
- 2000年4月30日： シモデンツアーサービス（略称：STS）に商号変更。
- 2006年12月20日： 水島・倉敷・岡山・赤磐 - 大阪（梅田・USJ）間に同社初の高速バス路線「大阪梅田エクスプレス」を下津井電鉄との共同運行で運行開始。
  - 2006年12月25日： 本社を岡山県岡山市厚生町一丁目2番8号の新社屋に移転。
- 2007年12月4日： 午前10時35分頃、大阪府泉南市信達市場の阪和自動車道下り線（高倉山トンネル）で、自社観光バス（貸切車輌HD）3台が絡む追突事故が発生。
- 2010年6月8日： 下電観光バスに商号変更。
ただし、対外的には2010年7月1日から下電観光バスへ完全に変更し、それまでは移行期間として、旧社名のシモデンツアーサービスと下電観光バスを併用して使用していた。
- 2010年12月1日： 下電グループのグループ再編の一環として、下電タクシーからタクシー事業を譲受（タクシー部門の愛称は下電タクシーのまま）。
これ以前に、下電タクシーが保有していた貸切バスが、全車下電観光バスへ移籍している。
- 2011年12月1日： 広島県福山市に管理部（福山営業所）を開設。
- 2020年1月1日： 中鉄バスから最上稲荷初詣臨時バスを移管。

## 各営業所（車庫）所在地

### バス事業（管理部）
岡山営業所
岡山県岡山市南区曽根280番地の1
下津井電鉄興除営業所と敷地を共用。
福山営業所
広島県福山市神辺町川北1049-1

### タクシー事業（タクシー部）
タクシー部
岡山県岡山市南区豊浜町10番33号
岡山営業所
岡山県岡山市南区豊浜町10番33号
西大寺営業所
岡山県岡山市東区西大寺中1丁目11番17号
倉敷営業所
岡山県倉敷市幸町977番地の1
児島営業所
岡山県倉敷市児島下の町2丁目1576番地の104
玉野営業所
岡山県玉野市宇野1丁目20番20号

## かつて運行していた高速バス
- 大阪梅田エクスプレス
  - 倉敷駅・岡山駅 - 大阪梅田（阪急三番街）・USJ

## 乗合タクシー
倉敷市にて乗合タクシーを受託運行している。
- T03 大室・高室・菰池団地地区コミュニティタクシー（曙タクシーと共同受託。）

## 企画旅行商品
観光バス運行なので定期的な運用はない。
- 三朝温泉・はわい温泉直行かにバス
  - JR児島駅 - はわい温泉望湖楼前

## 社番・車両について

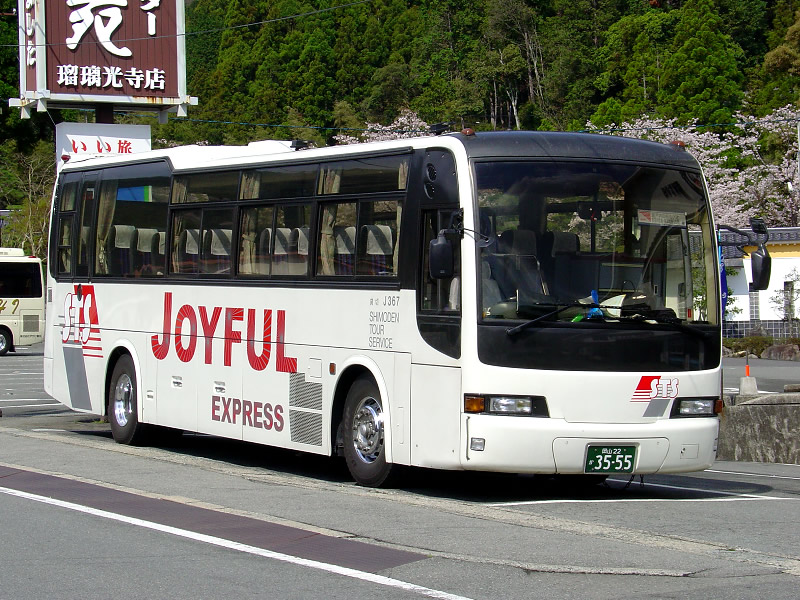
ジョイフルエクスプレス

下電観光バスの車両には、1台ごとに社番と呼ばれる番号が付与されている。
アルファベット1 - 2文字+3桁の数字で構成される。
- アルファベットは用途を表す。
- 数字について
  - 数字の上1桁は導入年式の西暦下1桁を表す。
  - 数字の下2桁は連番（60 - 99）となっている。

### 高速バス用車両
- TG:
  - ツアーステージ
    - 日野セレガR FD 12m
    - KL-RU4FSEA（2004年導入）
    - 一部の車両は下津井電鉄へ移籍し、「大阪梅田エクスプレス」に使用されている。

### 貸切用車両
- HD:
  - ハイデッカー
    - 日野セレガ ハイデッカ 12m
    - かつては側面に鳥のイラストが記載されていたが、現在は撤去されている。
    - ADG-RU1ESAA（2005年・2006年導入）
    - PKG-RU1ESAA（2006年 - 2010年導入）

- HS:
  - 中型バス（日野車）
    - 日野セレガ ハイデッカ ショート 9m
    - BDG-RU8JHAA（2008年導入）

- HP:
  - Premium45（幅広シートなどを採用した車両）
  - 日野セレガ ハイデッカ 12m
    - PKG-RU1ESAA（2009年導入）

- HV:
  - Premium36（ツアー旅行「ゆったり悠々紀行」専用車）
    - 日野セレガ スーパーハイデッカ 12m
    - PKG-RU1ESAA（2007年導入）

- J:
  - ジョイフルエクスプレス
    - 日野セレガFD 12m（西工C-II）
    - U-RU2FTAB（1993年導入）
    - 西工C-II・92MCモデルの最初の納入先（当時は下津井電鉄）であり、西工のカタログにも掲載された。
    - 一部の車両は下津井電鉄や備北バスや岡山商科大学の自家用等へ移籍・転用されている。
    - 尚、備北バスの車両は2016年から2017年まで除籍しました。

  - ジョイフルIIエクスプレス
    - 日産ディーゼルスペースアロー 12m（西工C-I）
    - KL-RA552RBN（2002年 - 2003年導入）
    - 同ボディは近年改修を受け外装が変更(1部ロゴ撤去等)されている。

- NS:
  - 中型バス（日産ディーゼル車）
    - 日産ディーゼルスペースアローRP 9m（富士重工7HD）
    - U-RP210FBN（1994年式で2006年導入、元・北港観光バス）
    - 尚、2010年初頭に他社へ売却され同社を離れた模様。

- T:
  - ツアースター
    - いすゞガーラ2000 I（HD） 11m
    - KL-LV781N2（2000年導入　短尺ホイールベース採用）

- TG:
  - ツアーステージ
    - 日野セレガR FD 12m
    - KL-RU4FSEA（2004年導入）
    - KL-RU4FSEA（2007年導入・下津井電鉄からの移籍車）
    - 一部の車両は高速兼用車となっている。

- V:
  - バケーションエクスプレス
    - 日産ディーゼルスペースウィングSW-I（2軸） 12m（富士重工7S）
    - U-RA530RBN（1994年導入）
    - 日野セレガGD 12m（富士重工7S）
    - U-RU3FSAB改（1995年導入）
    - 但し7Sの1部は退役→他社へ売却が近年行われた。

  - バケーション21
    - いすゞガーラIII（GHD） 12m
    - KC-LV782R1（1997年導入）
      - 約30年ぶりのいすゞ観光車（当時は下津井電鉄）である。

    - いすゞガーラ2000 III（GHD） 12m
    - KL-LV774R2（2000年・2001年導入）

2008年頃の新車から全車輌に「希望ナンバー」を採用

## 関連会社

### シモデングループ
岡山県内
- 下津井電鉄株式会社
- シモデンスタッフサービス株式会社
- 下電タクシー株式会社
現在はタクシー事業を下電観光バスに譲渡して、不動産管理会社に。
- 東和タクシー株式会社
- 下電運輸株式会社
- 下電物産株式会社（出光興産）
- 下電開発株式会社
- 下電住建株式会社
- エス・ディコーポレーション株式会社
- 下電造園土木株式会社
- 株式会社シモデンテクノサービス
- 下電重機株式会社
- 東中国イシコ建機株式会社
- 株式会社シモデンツーリスト
- 株式会社シモデンフードサービス（北前そば高田屋）
- 株式会社シモデンツタヤクラブ（TSUTAYA）
- 株式会社経営会議
- 下電商事株式会社
- 社会福祉法人メルヘンドルフ福祉会
  - 特別養護老人ホーム矢掛荘

岡山県外
- 杉並交通株式会社（東京無線タクシー）
- 三鷹交通株式会社
- 東和整備株式会社

海外
- 中日合資・上海永山出租汽車有限公司（上海永山タクシー）
- 広州永山園芸有限公司

### 備北グループ
- 備北バス株式会社
- 備北開発株式会社
- 備北タクシー株式会社
- 備北オートセンター株式会社
  - キャッスルゴルフガーデン
- ビホクツーリスト株式会社

### 岡山プラザホテルグループ
- 岡山プラザホテル株式会社
- プラザ交通株式会社
- 吉備タクシー株式会社
- 山陽自動車興業株式会社
- 岡山コンクリート工業株式会社
- 岡山ロードサービス株式会社

### その他
- 日生運輸（備前バス）
- 阪急バス